# Position (hockey sur glace)
 (avril 2025).
- Si vous ne connaissez pas le sujet, laissez ce bandeau (vous pouvez alors contacter les auteurs).
- Si vous supprimez le contenu mis en cause (vous pouvez préalablement contacter les auteurs),

argumentez précisément cette suppression dans la page de discussion
(un manque de référence n'est pas un argument ; une recherche réelle de référence doit avoir été effectuée, être formellement documentée).
 (février 2015).
Si vous disposez d'ouvrages ou d'articles de référence ou si vous connaissez des sites web de qualité traitant du thème abordé ici, merci de compléter l'article en donnant les références utiles à sa vérifiabilité et en les liant à la section « Notes et références ».
Pour les articles homonymes, voir Position.
Une position, au hockey sur glace, est le poste d'un joueur d'une équipe de hockey qui est affecté à une tâche particulière. Une équipe est composée de six joueurs et comporte généralement un gardien de but, deux défenseurs et trois attaquants. Parmi ces derniers, il existe deux postes différents : les ailiers (droite et gauche) et le centre.
Historiquement, au début du XXe siècle, une autre position existait, celle de rover, appelée « maraudeur » en français.

## Composition d'une équipe
Chaque équipe fait jouer traditionnellement six joueurs dont un gardien de but. Les joueurs d'attaque constituent une ligne offensive tandis que les joueurs défensifs font partie d'une paire de défenseurs. Classiquement, chaque équipe possède pour un match plusieurs lignes d'attaques, plusieurs paires de défenseurs et deux gardiens pour un total de dix-huit joueurs et deux gardiens pour la Ligue nationale de hockey alors que pour les compétitions tombant sous la juridiction de la Fédération internationale de hockey sur glace, il peut y avoir jusqu'à vingt joueurs de champ.
Il arrive que certaines équipes décident de changer ce schéma pour ajouter des attaquants ou des défenseurs mais sans jamais pouvoir dépasser les 18 et 20 joueurs pour chaque réglementation. L'aspect immuable est également l'obligation pour l'équipe d'avoir deux gardiens de but au total.
Si les deux gardiens de but sont blessés, un joueur de champ peut prendre la place de portier de l'équipe au cours d'un match. Les joueurs de champ peuvent changer leur positionnement au cours du match et ils ne sont pas obligés de jouer exclusivement dans la zone affectée à leur position. Un entraîneur peut décider de sortir son gardien de but pour avoir un joueur de champ supplémentaire.

## Gardien de but

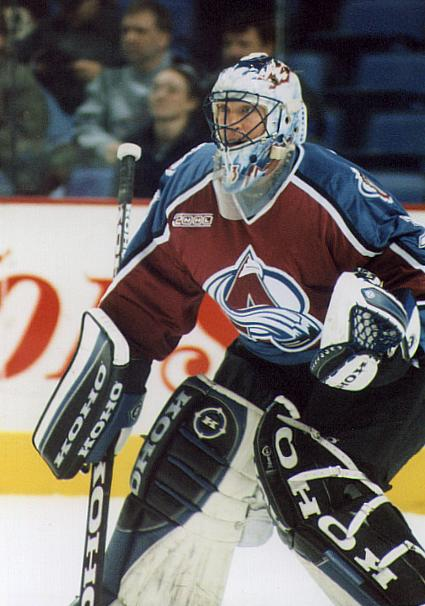
Patrick Roy dans l'uniforme de l'Avalanche du Colorado.

Le gardien de but est un joueur qui défend le but de son équipe en bloquant les palets lancés vers lui pour les empêcher d'y entrer et ainsi éviter que l'équipe adverse ne marque. Le gardien se tient généralement dans, ou tout près, d'une zone peinte sur la glace que l'on nomme la zone du gardien ou l'enclave. À cause de la puissance et de la fréquence des lancers, les gardiens portent un équipement spécialement conçu pour protéger leur corps des impacts directs. Il ne peut en aucun cas pendant le jeu y avoir deux gardiens pour la même équipe sur la glace.

### Privilèges
La position de gardien de but est typiquement un poste spécialisé au hockey ; dans les hauts niveaux, aucun gardien ne joue à une autre position, et aucun patineur ne joue comme gardien. Un effectif typique compte deux, parfois trois gardiens. Ce joueur possède des privilèges que les autres n'ont pas : il porte un équipement spécial fort différent de celui des autres joueurs et peut légalement saisir la rondelle avec ses mains et déclencher un arrêt de jeu. S'il est frappé, bousculé ou gêné par un joueur adverse, le joueur fautif se voit sanctionné par une pénalité. Dans certaines ligues canadiennes, si la crosse du gardien se brise, il peut continuer à jouer avec jusqu'au prochain arrêt de jeu, contrairement aux patineurs, qui eux doivent obligatoirement lâcher tout bâton fracassé immédiatement. Dans d'autres ligues, comme en France, le gardien peut emprunter la crosse d'un de ses coéquipiers.

### Arrêt
Quand le gardien bloque la rondelle dirigée vers lui et l'empêche de continuer son chemin jusque dans le but, on parle d'arrêt ou parade. Les gardiens suivent souvent un style, mais en général, ils bloquent les tirs comme ils le peuvent : soit en l'attrapant avec la mitaine, en la déviant avec le bâton, les jambières, le bouclier ou n'importe quelle partie de leur corps, ou en se laissant choir sur la glace en style papillon pour bloquer les tirs bas, particulièrement ceux décochés de près. Après un arrêt, le gardien tente de contrôler le rebond du palet afin d'éviter qu'un joueur adverse ne vienne marquer pendant que le gardien est hors-position ou simplement pour permettre à l'équipe du gardien de reprendre de contrôle de la rondelle et ainsi tenter de contre-attaquer. Les gardiens tentent donc le plus souvent d'attraper la rondelle, cela rendant le contrôle de la remise en jeu de celle-ci beaucoup plus aisé pour lui. Si l'adversaire exerce une pression immédiate, le gardien peut choisir de conserver le palet, pour trois secondes ou plus, suivant le jugement d'un officiel, afin d'arrêter le jeu et de provoquer une nouvelle mise en jeu, qui sera effectuée dans le territoire de l'équipe dont le gardien aura ainsi arrêté le jeu. Cependant, si le gardien retient la rondelle pendant trop longtemps sans l'équipe adverse ne fasse pression sur lui, il peut se voir décerner une punition pour avoir retardé le jeu. Récemment, la Ligue nationale de hockey et la Ligue américaine de hockey ont imposé de nouveaux règlements restreignant les gardiens dans le contrôle du palet en dehors de leur zone, notamment derrière le but.

### Équipement

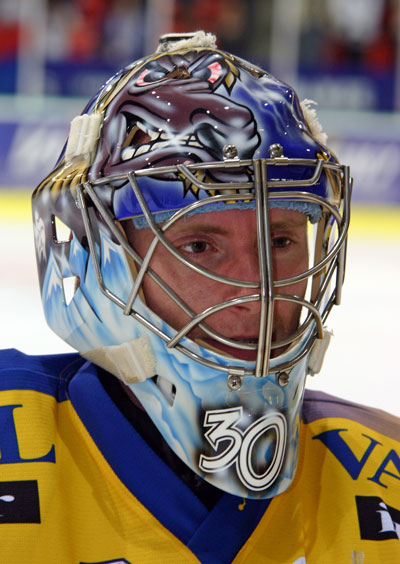
Masque d'Andy Foliot.

- Casque ou masque : de forme différente de celui des joueurs de champ, il possède toujours une grille. Il est le seul élément personnalisable dans une équipe de hockey, d'où l'habitude des gardiens de faire peindre leur casque selon leurs goûts.
- Gant d'attrape ou mitaine (aussi appelé gobeuse) : porté à la main gauche par un gardien droitier (et vice-versa pour un gaucher), il est semblable à la mitt des joueurs de baseball et est usuellement le point fort d'un bon gardien. Il se doit d'être gardé un peu au-dessus de la hauteur du genou, juste en haut de la jambière, et se doit de toujours être ouvert. Pour arrêter le jeu à l'aide de la mitaine, le gardien attrape la rondelle et ramène la mitaine vers lui, l'ouverture contre son thorax, pour empêcher qu'un adversaire ne la récupère pour marquer. On dit alors que la rondelle est gelée. La dimension maximum à l'extérieur (circonférence) doit être de 122 cm. La base de la mitaine doit mesurer 115x230mm maximum.
- Bottes ou guêtres ; jambières au Québec : portées sur les jambes afin de les protéger et de faciliter le blocage des lancers, elles sont différentes des jambières d'un joueur de champ. Elles ne peuvent pas excéder 305 mm. de largeur et doivent idéalement couvrir la jambe d'environ 8 centimètres au-dessus du genou jusqu'au pied. Une jambière trop longue affecte l'équilibre et la synchronisation, alors qu'une jambière trop courte ne protège pas adéquatement le genou.
- Bouclier : gant surmonté d'une surface plate et rectangulaire, porté du côté où le gardien va tenir sa crosse. Dimensions maximales extérieures : 410x210mm.
- Protège-cou : depuis la saison 1988-1989 et la blessure de Clint Malarchuk au cou au cours d'un match (il eut la veine jugulaire tranchée par le patin de Steve Tuttle des Blues de Saint-Louis) les gardiens portent tous un protège-cou entre le maillot et le casque dans la LNH.

### Styles de jeu
Il existe plusieurs façons de bloquer le palet, et des méthodes pour ce faire ont été développées au fil du temps. Le plus vieux style est le style dit debout. Dans ce style, le gardien bloque la rondelle en restant debout et ne se jette jamais sur la glace. Ils peuvent cependant se pencher pour arrêter la rondelle avec le haut du corps ou lui donner un coup de pied - ils peuvent aussi tout simplement bloquer les tirs avec leur crosse.
Vint ensuite le style dit Toes up. Dans ce style, les gardiens se jettent volontiers au sol pour bloquer le palet et étendent les jambières, les orteils pointant vers le plafond (d'où le nom). Cette position permet de bloquer les tirs bas beaucoup plus facilement que le style debout, et fut surtout utilisée dans les années 1970, et ce, jusqu'au milieu des années 1990.
Un autre style est le style papillon, où le gardien se laisse choir sur la glace en s'effondrant sur lui-même, jambières et orteils pointant vers l'extérieur, tandis que le haut des jambières se rejoignent. Ce style permet fréquemment de bloquer les lancers bas, car il ferme bien les angles disponibles au tireur. Les premiers gardiens à innover et adopter ce style le firent dans les années 1950-1960 et 1970-1980. L'augmentation de la taille des jambières le rendit encore plus efficace, et ce style est toujours en évolution aujourd'hui.

### Punitions et substitutions
Un gardien peut se voir décerner une punition comme n'importe quel autre joueur; seulement, puisqu'il est beaucoup moins amené à entrer physiquement en contact avec ses adversaires, il en obtient rarement. Quand cela arrive, l'entraîneur a le droit de choisir un patineur, qui était sur la glace lorsque l'infraction fut commise, qui devra purger la punition à la place du gardien (pénalité mineure), sauf si ce dernier est puni d'une pénalité de ou pour le match (pénalité majeure).
Un gardien patine beaucoup moins que les autres joueurs et est substitué beaucoup moins fréquemment, à moins qu'il n'offre une très mauvaise performance ou qu'il se blesse, il dispute toute la rencontre.

### Filet désert ou cage vide
Normalement, le gardien reste dans, ou tout près du territoire du gardien pendant toute la partie. Cependant, il existe quelques cas typiques où un gardien peut quitter le jeu pour être remplacé par un joueur supplémentaire, afin d'augmenter les chances de son équipe de marquer, généralement en fin de match lorsque son équipe est menée au score par un, ou plus rarement, deux buts. L'équipe qui joue temporairement sans son gardien a un filet désert. Il devient alors facile pour l'adversaire de marquer dans cette cage ouverte, un but dit dans un filet désert.
Lorsqu'un officiel appelle une pénalité différée, le gardien de l'équipe qui bénéficiera de l'avantage numérique s'en retourne généralement au banc pour être remplacé par un attaquant supplémentaire, ou sixième joueur - ceci permet à l'équipe de rallonger en quelque sorte son avantage numérique, puisqu'ils se retrouvent avec un patineur de plus que leur adversaire sur la glace. Cependant, l'équipe adverse ne peut profiter du fait que la cage soit déserte : l'officiel sifflera l'infraction aussitôt qu'un joueur du côté fautif prendra le contrôle du palet. Si un joueur de l'équipe au filet déserté marque accidentellement dans son propre but, ce but compte, toujours à condition qu'aucun joueur adverse n'ait pris possession du palet.

## Défenseurs
Le rôle des défenseurs dans le jeu est d'empêcher l'équipe adverse de se retrouver en situation de but puis de relancer l'attaque. Les défenseurs sont généralement des joueurs « physiques » et imposants.

### Types de défenseurs
Les défenseurs se divisent généralement en deux catégories : 
- les défenseurs défensifs (Stay-at-home en anglais) qui se focalisent sur la défense contre l'équipe adverse, prennent peu de risque et marquent peu.
- les défenseurs offensifs (offensive defence) qui prennent part à l'attaque et marquent plus souvent. Pour cela, ils doivent pénétrer en profondeur dans la zone adverse pour se rapprocher des buts. Cependant, cela rend difficile la protection de son propre but et favorise les contre-attaques adverses.

#### Jeu en zone défensive
En zone défensive, ce joueur cherche à limiter les occasions de but de l'adversaire, en faisant des charges et en bloquant les passes et les tirs. En cas de forte pression sur ses buts, (par exemple lors d'une infériorité numérique), le défenseur joue plus près des cages, essayant toujours de bloquer les tirs mais s'assurant également que la vision du gardien de but n'est pas bouché par un adversaire (l'empêchant de voir le palet).

#### Jeu en zone neutre
En zone neutre, le défenseur se tient en arrière de sa ligne bleue, préférant passer le palet à ses coéquipiers attaquants. Jay Leach, qui écrit la section "learn to play hockey" (apprenez à jouer au hockey) pour le site NHL.com, conseille aux défenseurs de "passer la rondelle à un joueur démarqué rapidement. Participez à l'action mais ne la dirigez pas."

#### Jeu en zone offensive
Dans la zone offensive, les défenseurs "jouent la ligne bleue". Ils empêchent le palet de sortir de la zone pour continuer l'attaque. Ils doivent participer à la circulation du palet, aidant ainsi les attaquants à se mettre en situation de tir et tirent eux-mêmes, quand une occasion s'y prête. Les défenseurs doivent également être prêt à patiner rapidement vers l'arrière, en cas de contre-attaques adverses.
Généralement, dans les trois zones, les défenseurs restent derrière le palet et cherchent à orienter le jeu vers l'avant.

### Repli défensif
Le repli défensif désigne le retour des attaquants d'une équipe en zone défensive pour mettre en échec l'adversaire.

### Engagement
Pendant les engagements en zone défensive, les défenseurs marquent souvent les attaquants adverses afin de les rendre inoffensifs, pendant que leurs coéquipiers cherchent à contrôler le palet. En zone offensive, les défenseurs jouent leur rôle habituel, gardant le contrôle du palet, pendant que les attaquants prennent position.

## Rover
À la fin du dix-neuvième et au début du XXe siècle, le hockey sur glace se joue à sept joueurs. En plus du gardien, des deux défenseurs et des trois attaquants qui existent toujours aujourd'hui, le rover (dont la traduction française pourrait être maraudeur) fait partie de l'équipe. À l'inverse des autres joueurs, il n'a pas de position « fixe » sur la patinoire et joue en attaque ou en défense en fonction des besoins.
Quand l'Association nationale de hockey est créée en 1910, elle décide de se passer de ce poste et de faire jouer les équipes avec seulement six joueurs. La Ligue nationale de hockey, fondée en 1917, fait de même. Cependant, l'Association de hockey de la Côte du Pacifique, créée en 1911, garde ce poste tout comme la Western Canada Hockey League créée en 1921.
Un compromis doit alors être trouvé lors de la Coupe Stanley disputée entre des ligues différentes à l'époque. Les matchs sont joués en alternant les règles des différentes ligues, n'avantageant ainsi aucune équipe.
En 1923, la PCHA et la WCHL abandonnent à leur tour le poste de rover qui disparaît des compétitions de hockey.
Dix-neuf joueurs à ce poste ont été intronisés au temple de la renommée du hockey.

## Attaquants
Les attaquants sont des joueurs qui jouent, comme leur nom l'indique, en attaque. Il existe deux postes spécifiques d'attaquant au hockey : le centre qui a pour vocation d'évoluer dans l'axe de la patinoire, et les ailiers qui évoluent de part et d'autre du centre. Ces trois joueurs forment un trio d'attaque nommé ligne. Chaque équipe est composée généralement de 4 lignes d'attaque différentes. Certaines lignes qui ont marqué l'histoire du hockey sur glace ont parfois hérité de surnoms.

### Types d'attaquants

#### Attaquant polyvalent
Un attaquant polyvalent est un attaquant capable de contribuer dans le jeu tant sur le plan défensif que sur le plan offensif. Il joue et s'illustre dans les deux sens de la patinoire. En plus de son apport sur le plan offensif, il travaille dans les coins pour récupérer la rondelle et réalise des interceptions et des replis défensifs rapides sur les attaquants adverses.

#### Attaquant de puissance
Un attaquant de puissance, caractérise un attaquant puissant et fort, capable de jouer physique tout en marquant des buts. Il a généralement un grand total de points et de pénalités. Il a la force physique pour aller récupérer la rondelle dans les coins de la patinoire, possède un instinct offensif, est mobile et habile avec le palet. Il est difficile de lui subtiliser le palet et il est capable de se bagarrer quand cela est nécessaire.
Historiquement, un attaquant de puissance n'est pas un terme de hockey sur glace, il est un dérivé contemporain de la position d'ailier fort du basket-ball. Harry Sinden, président des Bruins de Boston, a utilisé cette expression pour la première fois pour caractériser le style de jeu de Cam Neely, joueur de hockey sur glace dans la Ligue nationale de hockey de 1983 à 1996.

### Postes d'attaquants

#### Centre
La position de centre désigne la position d'un joueur qui joue au centre du trio d'attaque. Le centre est le joueur de l'équipe qui a le plus de liberté dans son positionnement et doit donc couvrir la plus grande surface sur la patinoire de toute l'équipe.

##### En zone offensive
Le centre se positionne idéalement devant ou derrière le but du gardien de but adverse. Si ses ailiers sont en difficulté, le centre va les aider afin de pouvoir récupérer le palet.
Si ses défenseurs ont le palet, le rôle du centre est de gêner le plus possible le gardien en masquant la trajectoire du palet. De plus, en se plaçant devant le gardien, le centre pourra tenter de dévier au dernier moment le palet ou encore de reprendre un palet non maîtrisé par le gardien. Un centre qui se positionne devant le gardien subit bien souvent les agressions des défenseurs adverses qui essaient de dégager au maximum la zone devant leur gardien. Un centre peut alors provoquer la faute adverse et causer une pénalité.
Le centre d'un trio en attaque peut également se positionner derrière le but adverse afin de recevoir le palet et de réorienter le jeu en tentant une passe rapide devant le but à un ailier qui aura fait un appel ou même en temporisant derrière le but dans l'attente d'une occasion de frappe rapide. Le centre peut aussi tenter de marquer lui-même le but en faisant le tour de la cage et en jouant sur le fait que le gardien doit être à la fois attentif à ce qui passe devant et derrière lui.

##### En zone neutre
En cas de contre-attaque de son équipe, si l'ailier part vers le centre de la patinoire, le travail du centre consiste à prendre la place de l'ailier et à positionner de manière à offrir une possibilité de passe et de reprise.

##### En zone défensive
En défense, le centre est le joueur libre qui cherche à intercepter le plus souvent possible la rondelle, ou à remplacer un coéquipier mettant la pression sur l'adversaire. Si ses défenseurs sont en difficulté le centre doit les aider. Le centre est le joueur qui joue à toutes les positions dans cette zone.

##### Mises en jeu
Le centre doit gagner l'engagement en regardant la main de l'arbitre qui contient le palet et en étant le plus rapide possible : une fois le palet lâché, il doit réussir à prendre le dessus sur la crosse de l'adversaire pour envoyer le palet à un coéquipier situé derrière lui. Parfois il doit bloquer en même temps le centre adverse afin de laisser le temps à son équipe de se déployer.

#### Ailiers
Les ailiers sont des joueurs qui jouent en attaque de part et d'autre du centre. À l'origine, le nom est donné aux attaquants de l'équipe qui ont pour habitude de faire des aller-retour sur le côté de la patinoire.
De nos jours, il existe différents types d'ailiers : attaquant au sens classique du terme, joueur empêchant la progression de l'équipe adverse, joueur spécialisé dans le travail le long de la patinoire...
L'ailier peut être soit ailier droit, soit ailier gauche.

##### Jeu en zone offensive
Les responsabilités des ailiers de l'équipe en attaque incluent :
- la bataille pour le palet (rondelle) dans les coins de la patinoire,
- le positionnement devant le but du gardien adverse (afin de le gêner ou de détourner un palet par exemple),
- faire des passes décisives afin de déstabiliser la défense adverse et inscrire un but.

Les ailiers ne se situent cependant pas du même côté de la patinoire en même temps et cherchent plutôt à étirer la défense. De plus, ce n'est pas à l'ailier de réaliser le travail de récupération de la rondelle.
L'agressivité est une des qualités principales pour un ailier qui cherche sans cesse à mettre la pression sur la défense adverse, quitte à réaliser des mises en échec le long de la balustrade et à bloquer les défenseurs afin de voler le palet.
Le travail de l'ailier devant les filets adverses est tout aussi important. Il permet de gêner la défense adverse, de masquer le gardien et de provoquer des pénalités. Il n'est pas rare pour une équipe en supériorité numérique qu'elle place un ailier en permanence devant le gardien adverse.

##### Jeu en zone défensive
Les responsabilités des ailiers de l'équipe en défense incluent :
- attendre une passe d'un coéquipier,
- intercepter une passe adverse en accentuant la pression sur le défenseur adverse.

Les ailiers doivent rester en haut de leur zone de défense afin d'essayer au plus possible d'empêcher un tir puissant de l'adversaire ou, au pire, de dévier la rondelle hors de la zone (afin de provoquer un hors-jeu). Certains ailiers particulièrement rapides seront attentifs aux passes parfois maladroites des adversaires afin de partir en contre-attaque. D'autres ailiers préfèreront assurer la relance en temporisant et/ou en posant le jeu.